# Пшеяздово
Пшеяздово (пол. Przejazdowo, нім. Quadendorf) — село в Польщі, у гміні Прущ-Гданський Ґданського повіту Поморського воєводства.
Населення — 640 осіб (2011).

## Демографія
Демографічна структура станом на 31 березня 2011 року:
|          | Загалом | Допрацездатний вік | Працездатний вік | Постпрацездатний вік |
| -------- | ------- | ------------------ | ---------------- | -------------------- |
| Чоловіки | 317     | 71                 | 222              | 24                   |
| Жінки    | 323     | 60                 | 209              | 54                   |
| Разом    | 640     | 131                | 431              | 78                   |